# Archegosauroidea
Archegosauroidea — надродина вимерлих лабіринтодонтних земноводних ряду Темноспондили (Temnospondyli). Надродина включається до клади Stereospondylomorpha і є сестринським таксоном до підряду Stereospondyli. Вона включає в себе родини Sclerocephalidae і Archegosauridae, і, можливо, рід Intasuchus, який знаходиться в монотиповій родині Intasuchidae.